# Plateau United
Der Plateau United Football Club of Jos (in der Regel als Plateau United bekannt) ist ein nigerianischer Fußballverein aus Jos im Bundesstaat Plateau, der in der Nigeria Professional Football League spielt. Vor 1991 war er unter dem Namen JIB Strikers FC bekannt.

## Geschichte
Plateau United wurde 1975 als JIB Strikers FC gegründet.
Plateau United gewann 1999 mit einem 1:0-Sieg im Finale des Nigerianischen FA-Cups gegen Iwuanyanwu Nationale nach einem Tor von Donatus Iloka den ersten großen Titel. Sie hatten 1993 und 1998 noch das Finale verloren. Sie erlebten ihr kontinentales Debüt im African Cup Winners’ Cup des Jahres 2000, wurden aber in der ersten Runde eliminiert.
Sie konnten für die Saison 2010/11 in die nigerianische erste Liga aufsteigen, als sie am letzten Tag gegen Mighty Jets FC gewonnen hatten, aber am letzten Spieltag der Saison stiegen sie wieder ab. 2015 gelang der Wiederaufstieg.
Das Jugend (Feeder) Team war 2013 einer von vier gesperrten Vereinen, nach Ermittlungen zu ihrem 79:0-Sieg gegen Akurba FC. Den vier Klubs wurde die Spielmanipulation vorgeworfen, um in die Profi-Liga vorzudringen. Am 22. Juli 2013 wurden Plateau Feeders, Akurba FC, Police Machine FC und Bubayaro FC jeweils für 10 Jahre gesperrt, wobei alle beteiligten Spieler und Funktionäre auf Lebenszeit gesperrt wurden.
2017 gelang dem Klub das erste Mal der Gewinn der nationalen Meisterschaft.

## Erfolge
- Nigerianischer Meister: 2017
- Nigerianischer Pokalsieger: 1999

## Stadion
Der Verein trägt seine Heimspiele im Jos International Stadium, auch bekannt als New Jos Stadium, in Jos aus. Das Stadion hat ein Fassungsvermögen von 44.000 Personen.